# Gabriel d'Aubarède
Gabriel d'Aubarède (Lyon, 28 de setembro de 1898 – 31 de dezembro de 1985) foi um escritor e jornalista francês. Ele recebeu o Grande prémio de romance da Academia francesa em 1959.

## Biografia
Gabriel d'Aubarède, nascido em uma família de Lyon, na juventude foi amigo de Marcel Pagnol, e fundou, ao lado dele, em 1914, a revista Fortunio, da qual seria editor por algum tempo, e que se transformaria em Les Cahiers du Sud. Ele publicou uma dúzia de obras e também foi crítico e jornalista, inclusive para Les Nouvelles littéraires.

## Obras
- L’Ingrat, Marselha: Les Cahiers du Sud, Collection Nouvelles, nº 1, 1926
- Le jeune homme puéril, Paris: Plon, 1926
- L'injustice est en moi, Paris: Plon, 1927
- Agnès, Paris: Plon, 1928[3]
- Le Plus Humble Amour, Paris: Plon, 1930
- Amour sans paroles, Paris: Plon, 1933
- La Prisonniere de Madrid, Marie-Louise D’Orleans, Reine D’Espagne, Les Editions Nationales, 1936
- Honnorin ou le Mauvais Esprit, Paris: Gallimard, 1943
- La Révolution des Saints 1520-1536, Paris: Gallimard, 1946
- L'oncle Fred n'est plus jeune, Paris: Edições Gallimard, 1948
- Ancilla, Paris: Flammarion, 1950
- La Foi de notre enfance, Paris: Edições Flammarion, 1958; em 1959, recebeu o "Grand prix du roman de l'Académie française"[4]
- La Vie et L'oeuvre De Sully Prudhomme, Paris: Les Presses Du Compagnonnage
- André Chénier, Paris: Hachette, 1970
- De mémoire d'oublié (ilustrações de Roger Wild), Paris: Edições La Table Ronde, 2004.

## Traduções em língua portuguesa
- Ignez, publicado em 1935 pela Companhia Editora Nacional, na Coleção Nova Biblioteca das Moças, com tradução de René de Castro, em apenas uma edição.[5]
- Diário Intimo e Pensamentos, de Sully Prudhomme, com introdução de Gabriel D’Aubarède, Delta, 1962, tradução de Mello Nóbrega.
- Diário Intimo e Pensamentos, de Sully Prudhomme, com introdução de Gabriel D’Aubarède, Rio de Janeiro: Opera Mundi, 1971, tradução de Mello Nóbrega.